# Manduca diffissa
Manduca diffissa es una polilla de la familia Sphingidae. Vuela en la mayor parte de América del Sur.

## Descripción

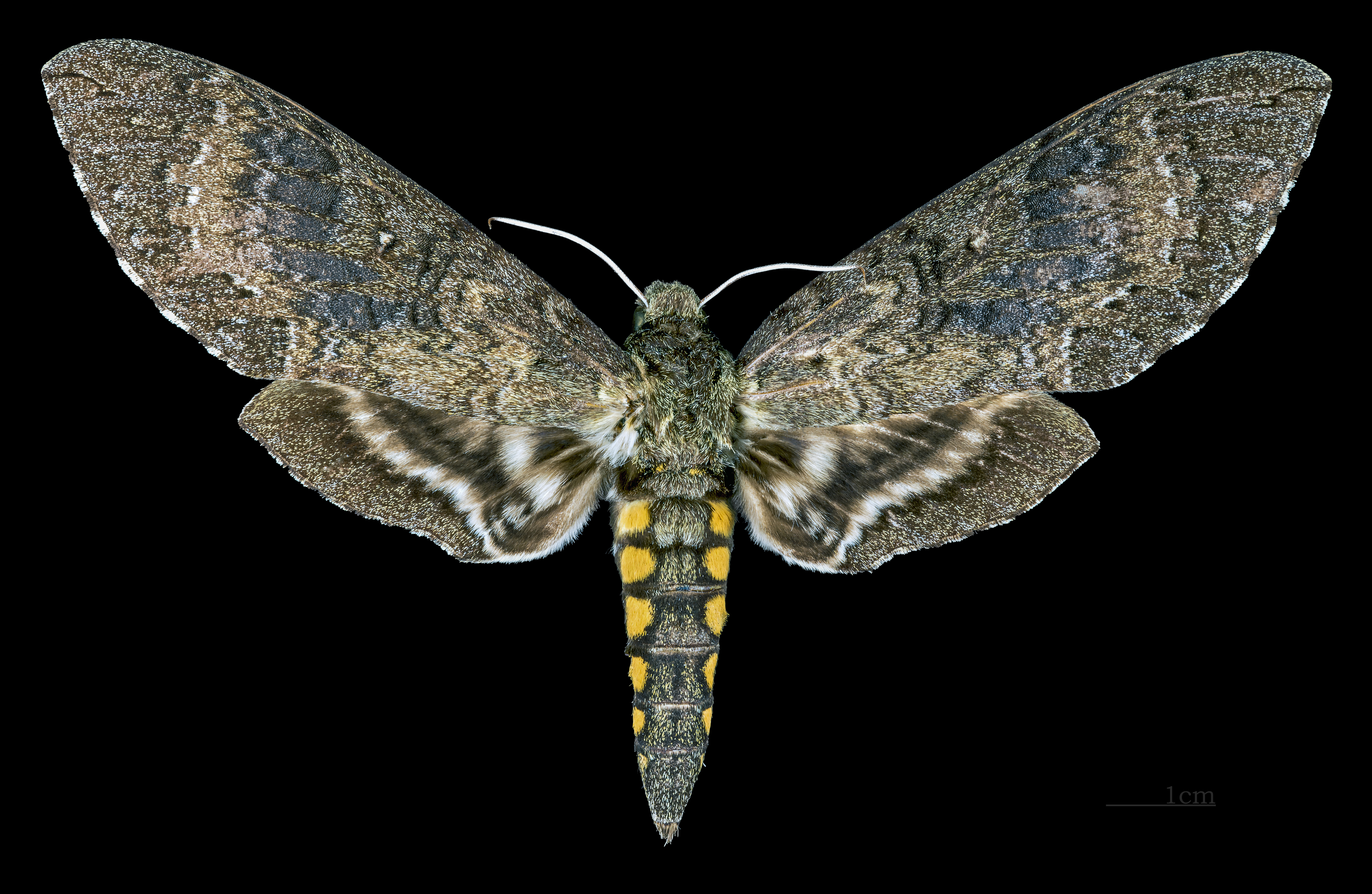
Dorsal   ♀
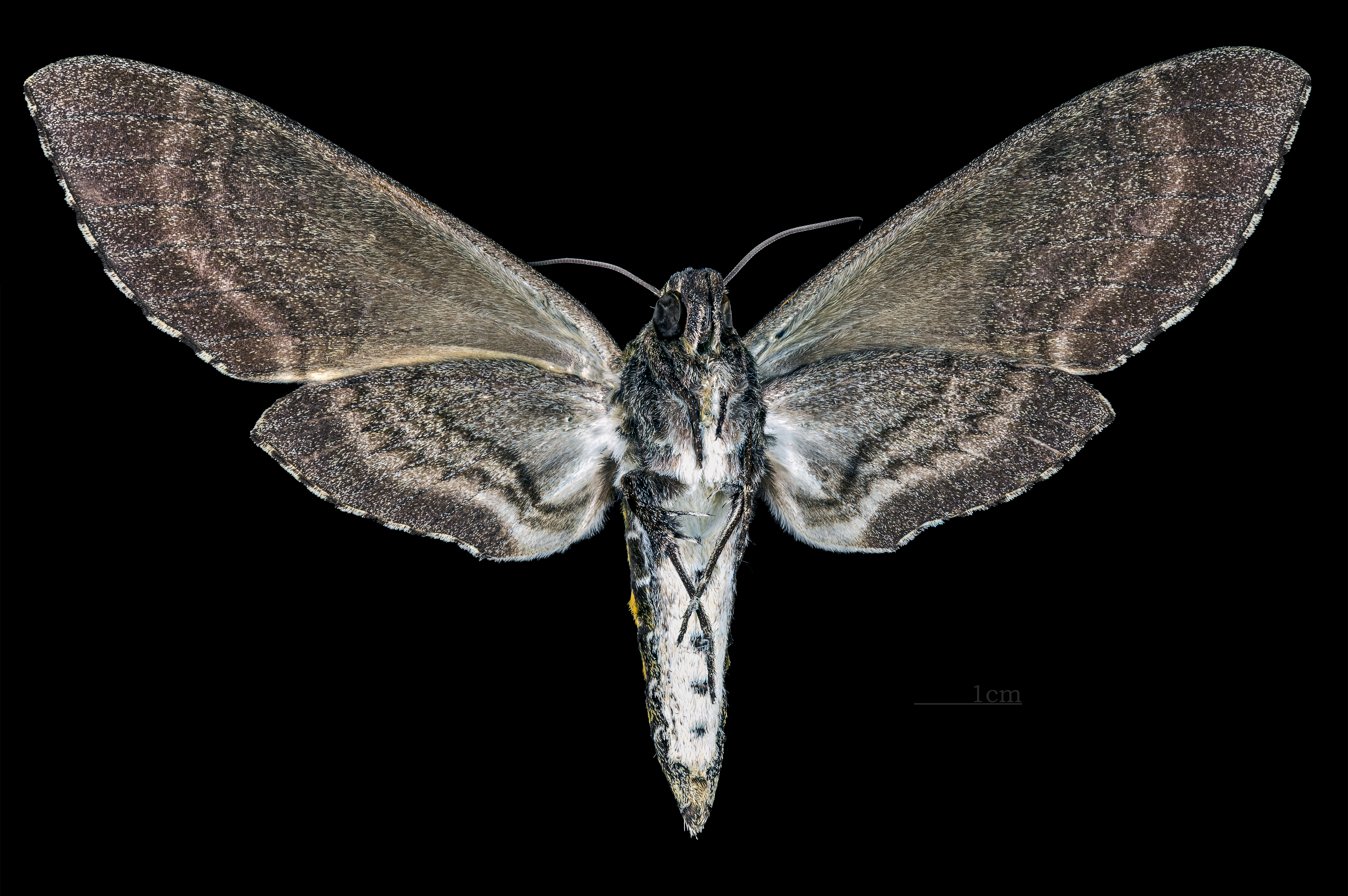
Ventral ♀ △

## Biología
Los adultos de esta polilla vuelan de julio a agosto y de septiembre a diciembre. Bivoltina. (Voltinismo)

## Subespecie
- Manduca diffissa diffissa (Butler, 1871) (Argentina y Uruguay)
- Manduca diffissa mesosa (Rothschild & Jordania, 1916) (Argentina y Bolivia)
- Manduca diffissa petuniae (Boisduval, 1875) (del sur-Brasil oriental, Argentina, Bolivia)
- Manduca diffissa tropicalis (Rothschild & Jordan, 1903) (Guyana francesa, Guayana, Venezuela, Colombia, Bolivia, Brasil y Nicaragua)
- Manduca diffissa zischkai (Kernbach, 1952) (Bolivia)

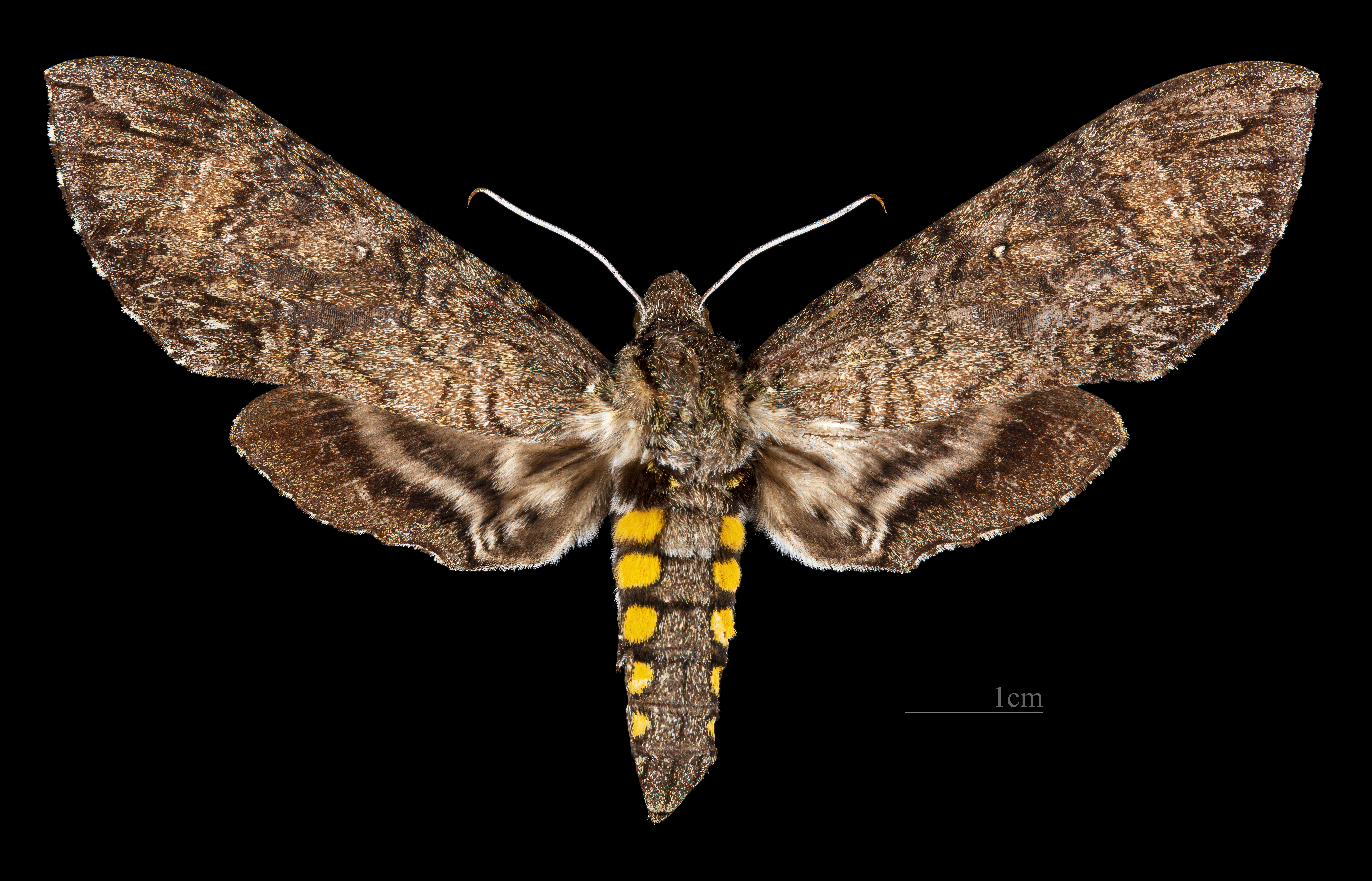
Manduca diffissa mesosa♂
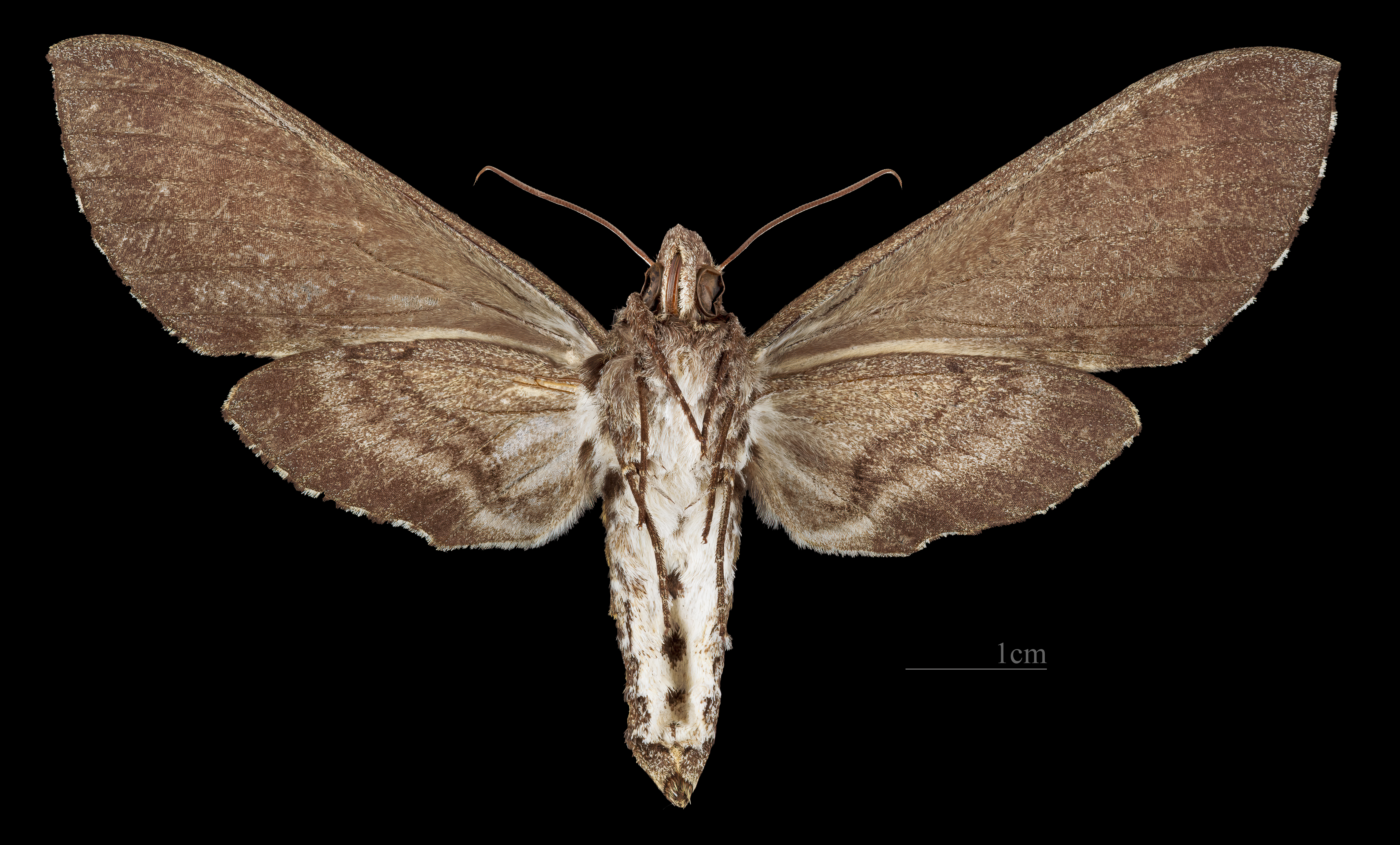
Manduca diffissa mesosa♂ △

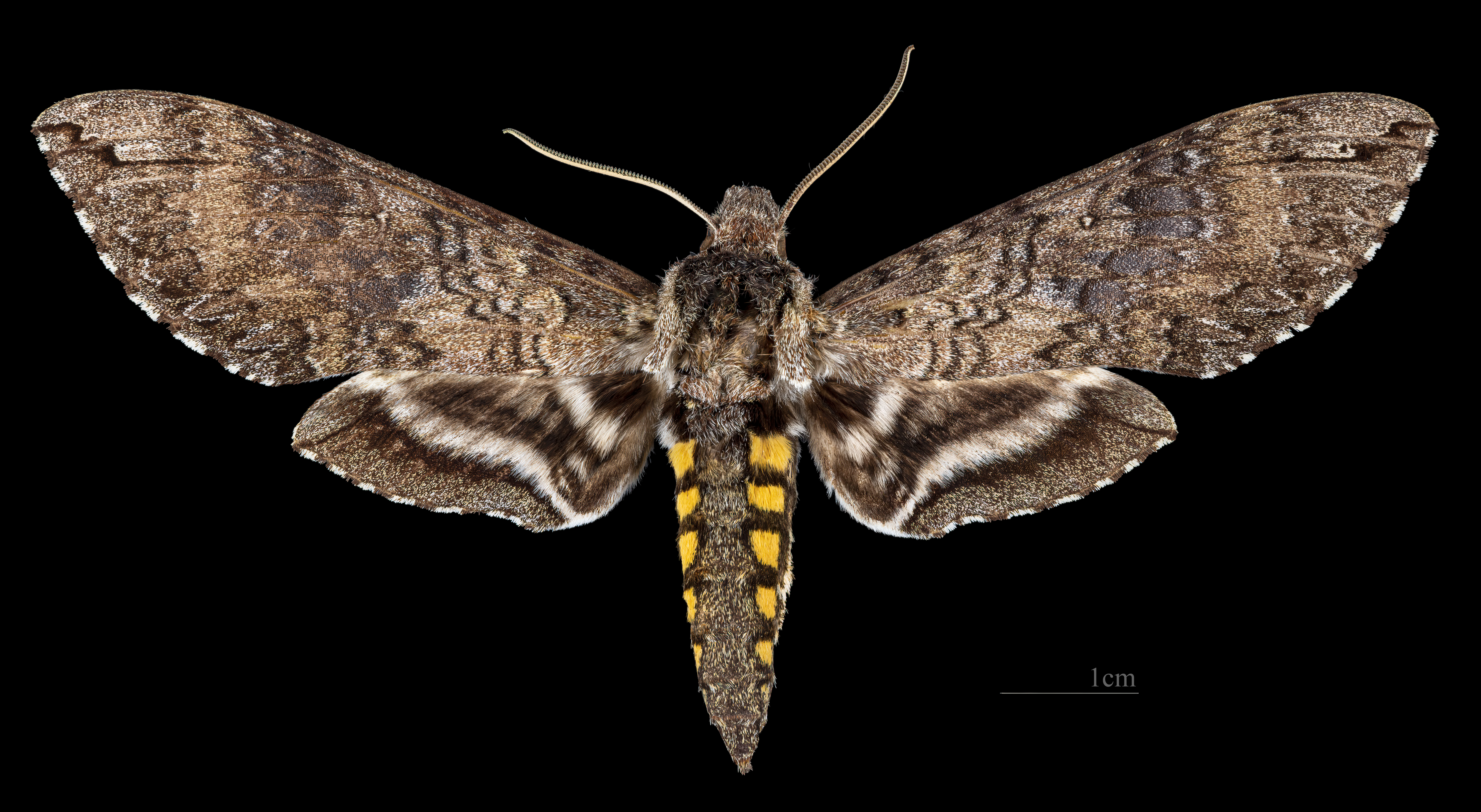
Manduca diffissa petuniae ♂
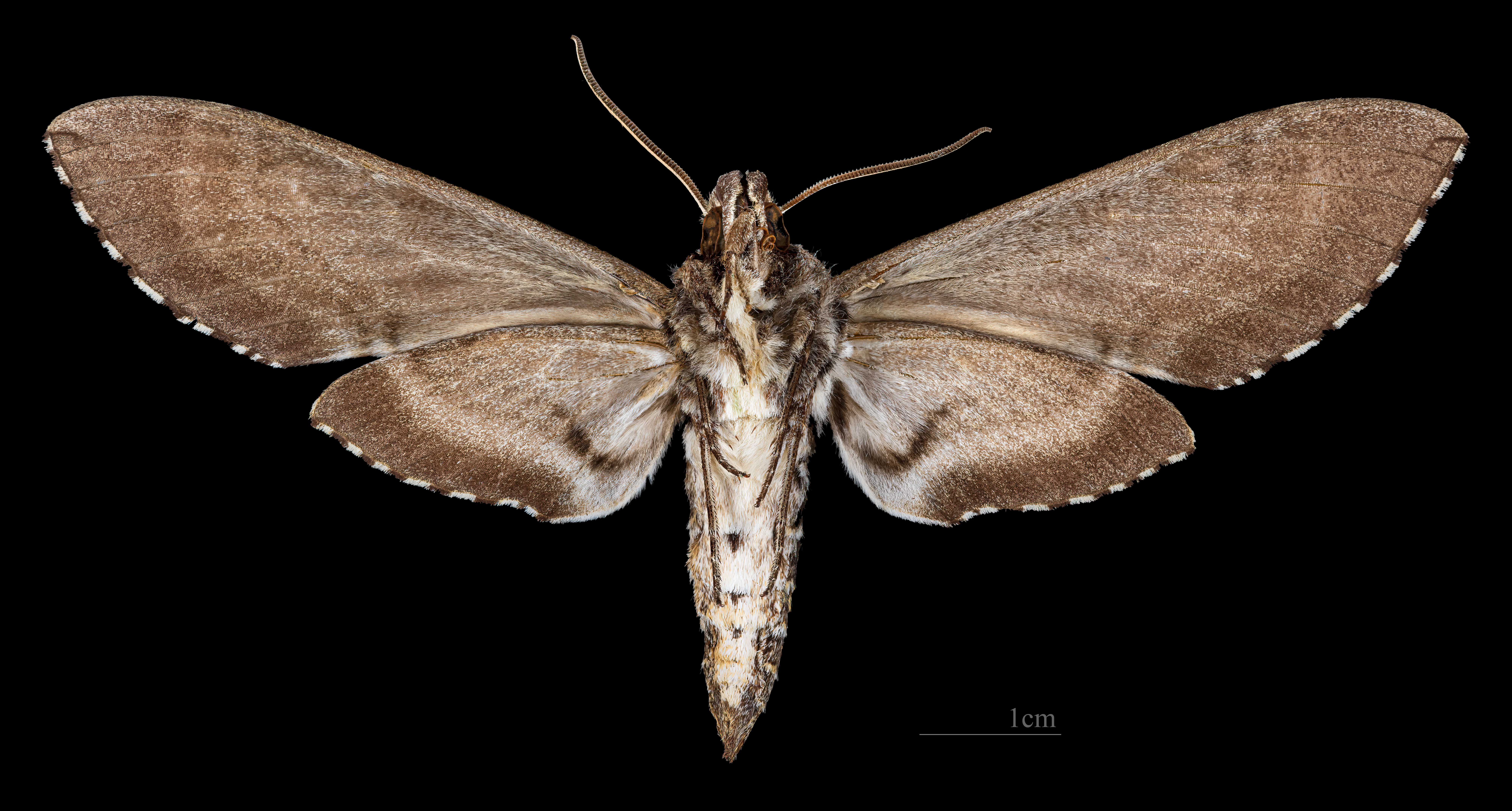
Manduca diffissa petuniae ♂ △
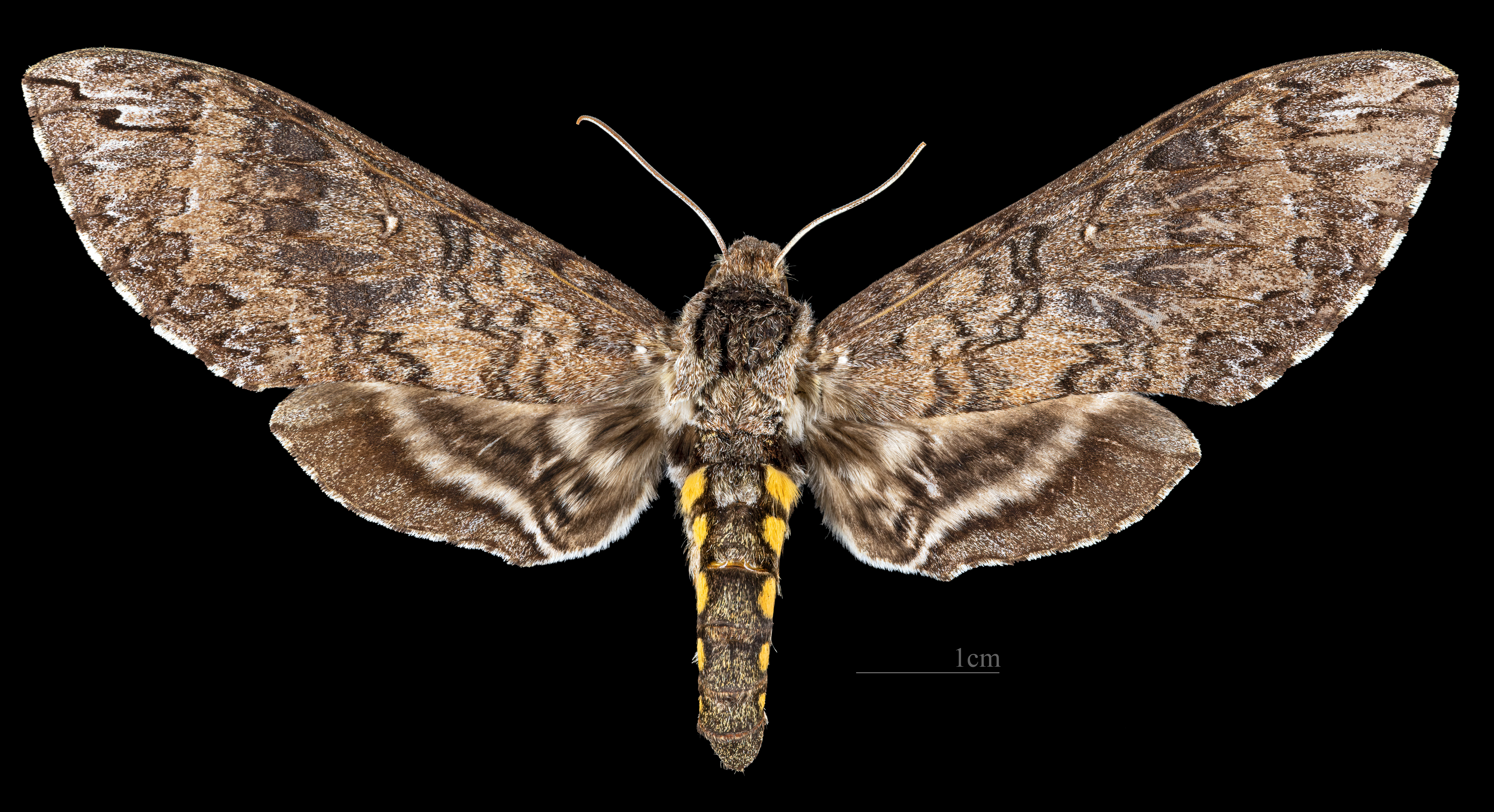
Manduca diffissa petuniae ♀
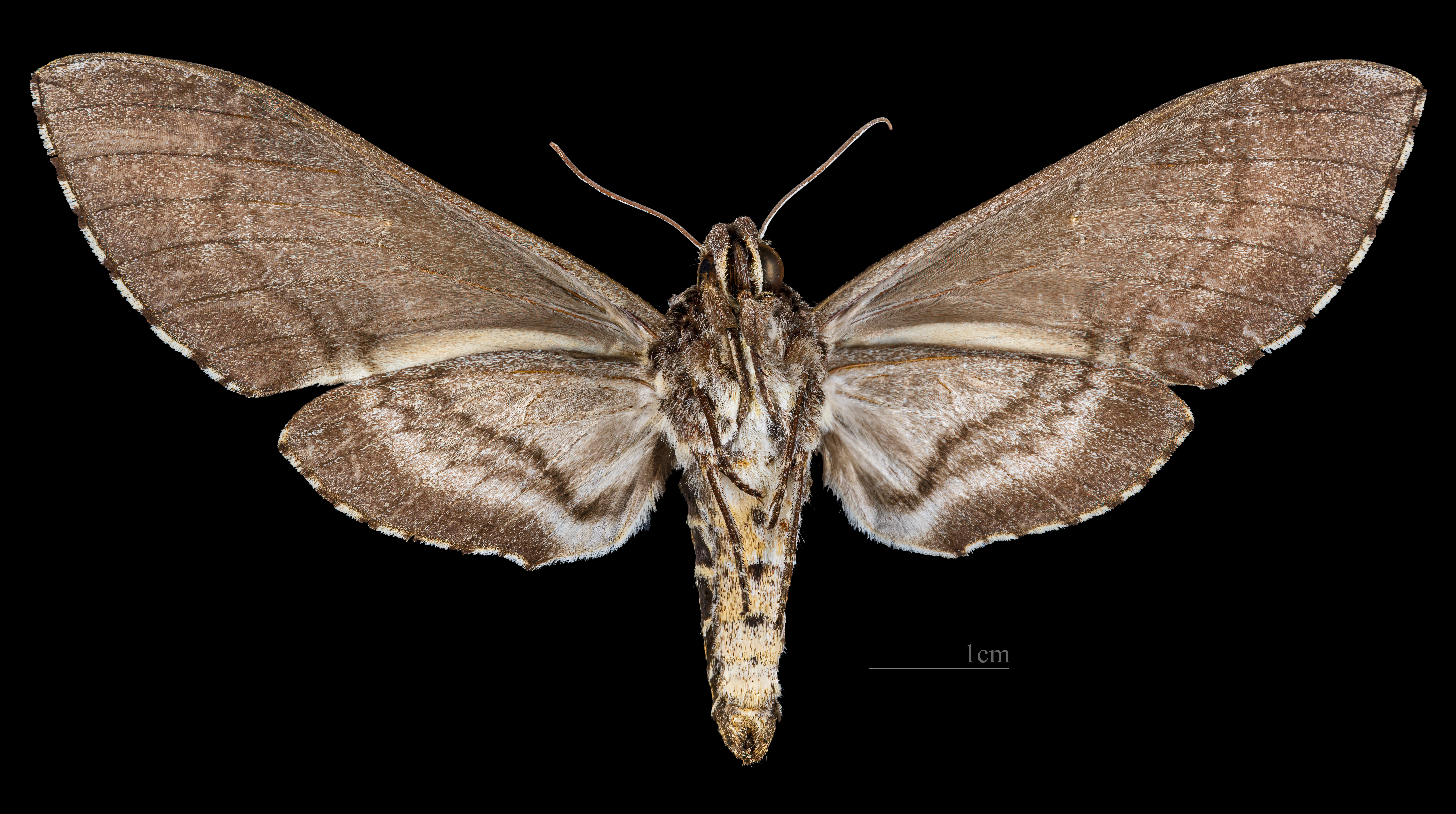
Manduca diffissa petuniae ♀ △

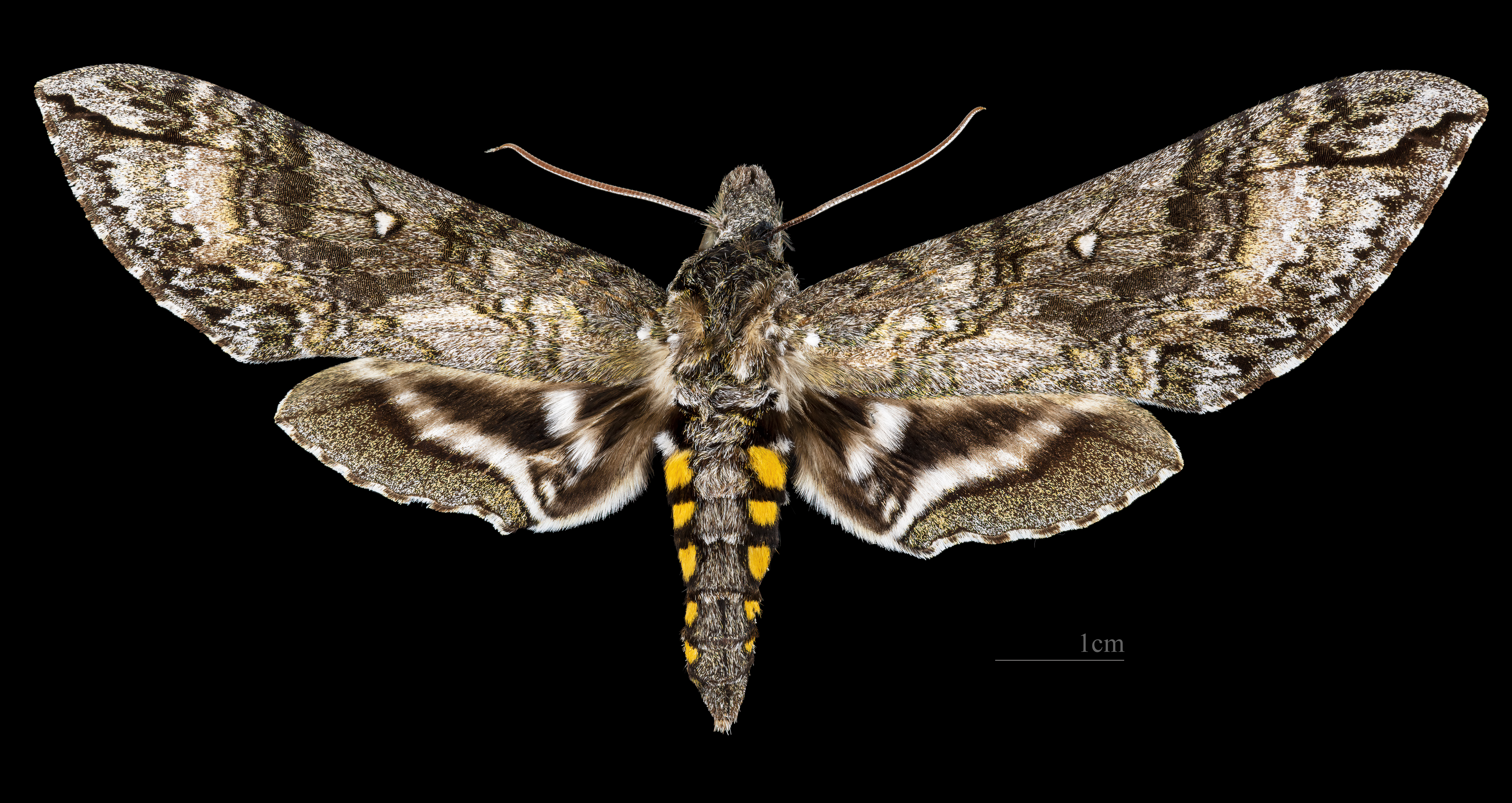
Manduca diffissa zischkai  ♂
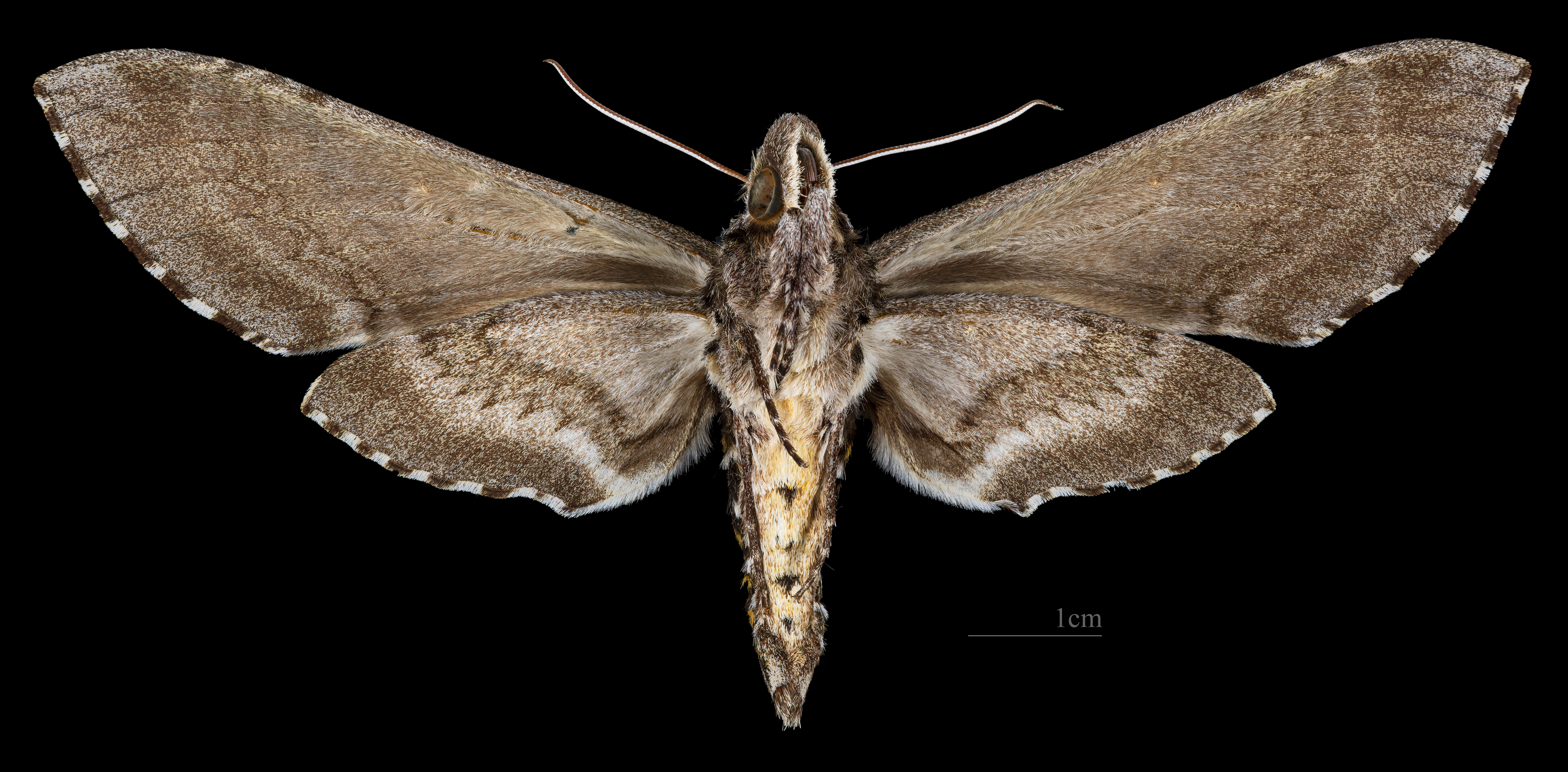
Manduca diffissa zischkai ♂ △